# Іскра (Бургаська область)
Іскра́ (болг. Искра) — село в Бургаській області Болгарії. Входить до складу общини Карнобат.

## Населення
За даними перепису населення 2011 року у селі проживали 399 осіб.
Національний склад населення села:
| Національність   | Кількість осіб | Відсоток |
| ---------------- | -------------- | -------- |
| болгари          | 224            | 63,6%    |
| турки            | 116            | 33,0%    |
| цигани           | 10             | 2,8%     |
| Всього відповіли | 352            |          |

Розподіл населення за віком у 2011 році:
Динаміка населення: